# Glesie furlane
Glesie furlane (Església friülana) és un grup de cristians friülans amb pretensió de fondre el fet religiós amb el cultural per tal de poder conciliar la pròpia fe amb la identitat cultural, per a evangelitzar la cultura i culturalitzar la fe.
Va sorgir arran la conscienciació sorgida en els anys 70 després del Concili Vaticà II, amb la incipient teologia d'alliberament i l'autonomisme friülà, impulsat per la figura carismàtica del pare Checo Placerean, qui el 1975 va impulsar una Assemblea de Sacerdots i el 1977 una Assemblea de Fidels, així com la recollida de diners per als damnificats del terratrèmol del Friül de 1976. També va impulsar la traducció de la Bíblia al friülès (1997) i la publicació d'un diccionari i d'un missal el 2001, així com d'una considerable literatura religiosa. Alhora, el 28 d'agost de 1974 l'arquebisbe Alfredo Battisti i Emilio Pizzoni impulsaren a Cjargne les misses en friülès.